# Košice (regio)
De Regio Košice (Slowaaks: Košický kraj, Hongaars: Kassai kerület) is een bestuurlijke regio van Slowakije bestaande uit elf okresy (districten). De hoofdstad is Košice. Twee gebieden langs zuidgrens van de regio die grenst aan Hongarije worden bewoond door de Hongaarse minderheid in Slowakije.

## Districten
| - Gelnica - Košice I - Košice II - Košice III - Košice IV - Košice-okolie - Michalovce - Rožňava - Sobrance - Spišská Nová Ves - Trebišov |

## Taalgrens
Door de regio loopt de Slowaaks-Hongaarse taalgrens. 
In de districten Okres Michalovce en Okres Trebišov ligt in het meest zuidoostelijke deel een Hongaarstalig gebied dat grenst aan de Hongaarstalige gebieden in het naastgelegen Hongarije en Oekraïne. De belangrijkste Hongaarstalige steden zijn hier : Veľké Kapušany en Kráľovský Chlmec. 
In het westelijke deel van de regio ligt langs de grens met Hongarije een tweede Hongaarstalige streek.

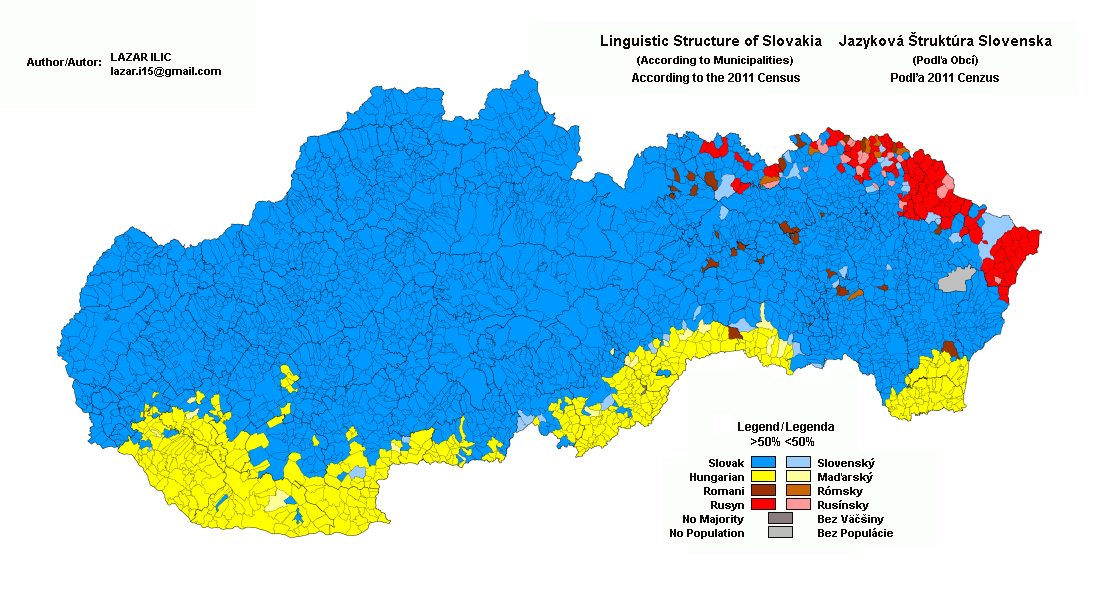
Taalsituatie in Slowakije volgens Census van 2011.

Banská Bystrica · Bratislava · Košice · Nitra · Prešov · Trenčín · Trnava · Žilina
(Lijst van vlaggen van Slowaakse regio's)